# Tom Izzo
Thomas Michael Izzo, detto Tom (Iron Mountain, 30 gennaio 1955), è un allenatore di pallacanestro statunitense.

## Carriera
Ha guidato gli Stati Uniti ai Giochi panamericani di Santo Domingo 2003.

## Palmarès
- Campione NCAA (2000)
- Associated Press College Basketball Coach of the Year (1998)
- Henry Iba Award (1998)
- Clair Bee Coach of the Year Award (2005)